# Galaxy Aerospace
Galaxy Aerospace war ein US-amerikanischer Flugzeughersteller von Geschäftsreiseflugzeugen mit Sitz am Fort Worth Alliance Airport in Fort Worth, Texas.

## Geschichte
Zur Vermarktung der IAI 1125 Astra SPX gründete die Israel Aircraft Industries Ltd. (IAI) zusammen mit der Pritzker Group (Hyatt Corporation) das Joint-Venture-Unternehmen Galaxy Aerospace mit Sitz in Princeton, New Jersey. Seit 1997 war Galaxy Aerospace verantwortlich für die gesamte Produktion und Vermarktung der Geschäftsreiseflugzeuge der Israel Aircraft Industries. Im selben Jahr verlegte Galaxy Aerospace ihren Sitz zum Alliance Airport in Fort Worth, Texas.
2001 wurde Galaxy Aerospace von General Dynamics für 330 Millionen US-Dollar übernommen und in die seit 1999 im Besitz befindliche Gulfstream Aerospace eingegliedert. Die Produktion wurde mit der Übernahme zum Flughafen Dallas Love Field, Texas verlegt.

## Flugzeugtypen

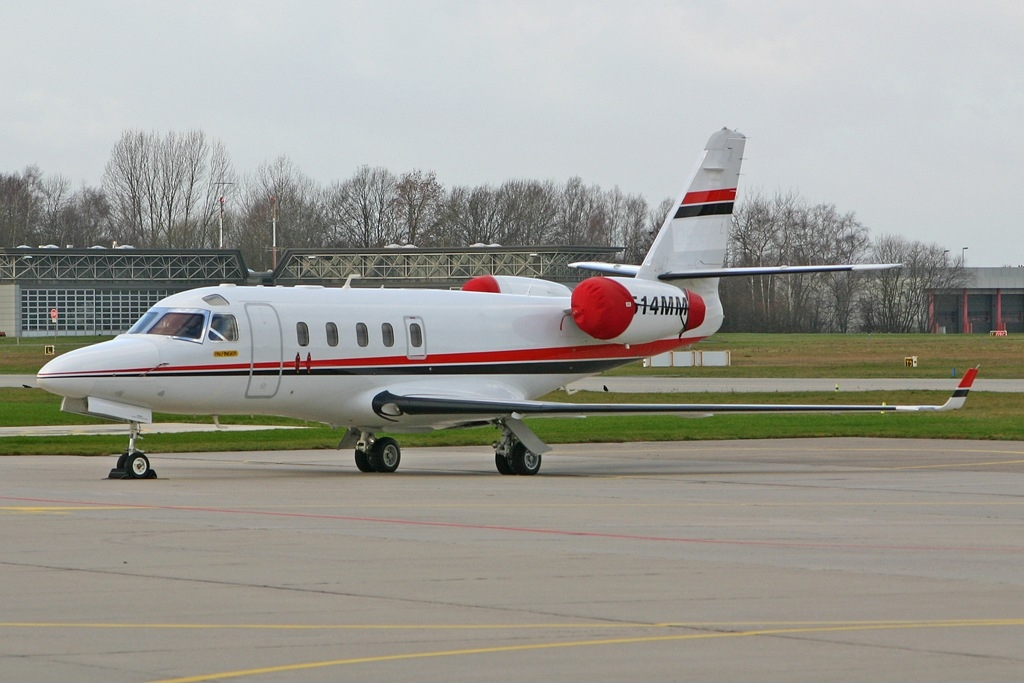
IAI 1125 Astra SPX

- IAI 1125 Astra SPX (2002 umbenannt in Gulfstream G100)
- IAI 1126 Galaxy (ab Seriennummer 053 umbenannt in Gulfstream G200)
- IAI 1124 Westwind (weltweiter Support im Auftrag der Israel Aircraft Industries)

## Aktuell
Die Fertigung der Gulfstream G100 wurde 2005 und die der Gulfstream G200 nach 250 Exemplaren im Dezember 2011 eingestellt.

Auf Grund eines Abkommens mit General Dynamics bei der Übernahme von Galaxy Aerospace werden die Nachfolgemodelle Gulfstream G150 und G280 weiterhin bei Israel Aerospace Industries in Tel Aviv gebaut und danach zur Lackierung und Innenausstattung in das Gulfstream Werk nach Dallas, Texas, überführt.